# Przeźmierowo
Przeźmierowo [pʂɛʑmjɛˈrɔvɔ] är en by cirka 8 kilometer utanför Poznań i västra Polen, i vojvodskapet Wielkopolska. Invånarantalet är 6,075 (2010). Byn tillhör Poznańs kommun.